# Општина Мушатешти (Арђеш)
Мушатешти (рум. Mușătești) општина је у Румунији у округу Арђеш.
Oпштина се налази на надморској висини од 514 m.